# XVI Cuerpo de Ejército (1944)
El XVI Cuerpo de Ejército (Generalkommando XVI. Armeekorps) fue una unidad militar del Heer durante la Segunda Guerra Mundial.

## Historia
El 20 de octubre de 1944 es formado desde los restos del Kleffel z.b.V., rindiéndose a los aliados en 1945.

## Comandantes
- Teniente General Horst von Mellenthin – (20 de octubre de 1944 – 20 de noviembre de 1944)
- General de Caballería Philipp Kleffel – (20 de noviembre de 1944 – diciembre de 1944)
- General de Infantería Ernst-Anton von Krosigk – (diciembre de 1944 – 15 de marzo de 1945)
- Teniente General Gottfried Weber – (marzo de 1945

## Jefes de Estado Mayor
- Coronel Brandstätter – (10 de diciembre de 1944 – 1945)
- Teniente coronel Freiherr von Finck – (1945 – 1945)

## Jefes de Operaciones (Ia)
- Mayor Hildebrandt - (10 de diciembre de 1944 – 1945)
- Mayor Horst-Werner Leiste – (1945 – 1945)
- Mayor Cramer – (mayo de 1945)

## Orden de batalla

### 1944
| Fecha   | Ejército     | Grupo de Ejércitos | Localización |
| Enero   | XVI Ejército | Norte              | Curlandia    |
| Febrero | XVI Ejército | Curlandia          | Curlandia    |

### 1 de marzo de 1945
| Divisiones                                 | Tropa de Ejércitos | Tropas                          |
| 21° División de Campaña de la Fuerza Aérea |                    | 30° Comando de Artillería       |
| 81° División de Infantería                 |                    | 1416° Batallón de Transmisiones |
| 300° División z.b.V.                       |                    | 1416° Cuerpo de Intendencia     |